# ایستگاه تویوسو
ایستگاه تویوسو (به لاتین: Toyosu Station) یک ایستگاه قطار و ایستگاه مترو در ژاپن است که در کوتو-کو، توکیو واقع شده‌است.